# Єськово (Курська область)
Єськово (рос. Еськово) — присілок в Курському районі Курської області Російської Федерації.
Населення становить 73 особи. Входить до складу муніципального утворення Ноздрачівська сільрада.

## Історія
Населений пункт розташований на території українського етнічного та культурного краю Східна Слобожанщина.
Від 2004 року входить до складу муніципального утворення Ноздрачівська сільрада.

## Населення
| 2002 | 2010 |
| ---- | ---- |
| 72   | ↗73  |